# Kalmarska unija
Kalmarska unija (dansko, norveško in švedsko Kalmarunionen, finsko Kalmarin unioni, islandsko Kalmarsambandið, grenlandsko Kalmar unioni, fersko Kalmarsamveldið, latinsko Unio Calmariensis) je bila skandinavska personalna unija ki je od leta 1397 do 1523 pod eno krono združevala tri kraljestva: Dansko, Švedsko z večino Finske in Norveško in njene prekomorske posesti (Islandija, Grenlandija, Ferski otoki in Severni otoki). Unija je doživela nekaj kratkih prekinitev. Vsa kraljestva so bila suverene države, njihova notranja in zunanja politika pa je bila v domeni skupnega monarha.

## Ustanovitev
Unijo je ustanovila skandinavska aristokracija, ki se je želela zoperstaviti vplivom hanseatske lige in, bolj osebno, kraljica Margareta I. Danska  (vladala 1387/1389-1412). Margareta je bila hčerka danskega kralja Valdemarja IV.,  poročena s švedskim in  norveškim kraljem Haakonom VI., sinom Magnusa IV., kralja Švedske, Norveške in Skanije. Njen sin Olaf II. je bil priznan za njenega naslednika danskega prestola. Olaf je začel vladati leta 1376 kot Olaf II. s svojo materjo kot skrbnico. Ko je Haakon VI. leta 1380 umrl, je Olaf nasledil tudi norveško krono.
Po Olafovi smrti leta 1387 je Margareta postala regentinja Danske in Norveške  in še isto leto posvojila svojega pranečaka Erika Pomeranskega. Naslednje leto jo je švedsko plemstvo zaprosilo za pomoč proti svojemu kralju Albertu.  Po Albertovem porazu leta 1389 je bil  Erik proglašen za kralja Norveške in leta 1396 izvoljen za kralja Danske in Švedske. Kronan je bil v Kalmarju 17. junija 1397.
Ena od glavnih spodbud za ustanovitev unije je bila zaustavitev nemškega širjenja na Baltik. Glavni vzrok za njen razpad so bili stalni spori med monarhi, ki so želeli močno zedinjeno državo, in švedskim in danskim plemstvom, ki tega ni želelo. Različni interesi, zlasti nezadovoljstvo švedskega plemstva zaradi prevladujoče vloge Danske in Holsteina,  so povzročili konflikte, ki so začeli (z več presledki) razjedati unijo že v 1430. letih.

## Razpad in posledice
Unija je izgubila del ozemlja, ko je Kristijan I. kot norveški kralj zastavil Severne otoke kot varščino za plačilo dote svoje hčerke Margarete, zaročene leta 1468   z Jakobom III. Škotskim. Ker dota nikoli ni bila izplačana, so bili Severni otoki priključeni h Kraljevini Škotski.
Kalmarska unija je razpadla, ko so se Švedi 6. junija 1523 uprli in postali neodvisni. Za svojega kralja so izvolili Gustava I. Vasa.
Ena zadnjih struktur Unije se je ohranila do leta 1526/1527, ko je Danski državni svet enostransko razglasil Norveško za dansko provinco, vendar se to ni zgodilo in Norveška je postala dedno kraljestvo v realni uniji z Dansko. Norveška je ostala del dansko-norveškega kraljestva še skoraj tri stoletja do dinastije Oldenburg, ko je bila leta 1814 prenesena na Švedsko. Zveza Švedske in Norveške je trajala do leta 1905, ko je bil za kralja Norveške izvoljen vnuk danskega kralja Kristijana IX. in švedskega kralja Karla XV. Njegovi potomci še vedno vladajo na Norveškem.

## Ustanovitev
Unijo je ustanovila skandinavska aristokracija, ki se je želela zoperstaviti vplivom hanseatske lige in, bolj osebno, kraljici Margareti I. Danski  (vladala 1387/1389-1412). Margareta je bila hčerka danskega kralja Valdemarja IV.,  poročena s švedskim in  norveškim kraljem Haakonom VI., sinom Magnusa IV., kraja Švedske, Norveške in Skanije. Njen sin Olaf je bil priznan za njenega naslednika danskega prestola. Olaf je začel vladati leta 1376 kot Olaf II. s svojo materjo kot skrbnico. Ko je Haakon VI. leta 1380 umrl, je Olaf nasledil tudi norveško krono.
Po Olafovi smrti leta 1387 je Margareta postala regentinja Danske in Norveške  in še isto leto posvojila svojega pranečaka Erika Pomeranskega. Naslednje leto jo je švedsko plemstvo zaprosilo za pomoč proti svojemu kralju Albertu.  Po Albertovem porazu leta 1389 je bil  Erik proglašen za kralja Norveške in leta 1396 izvoljen za kralja Danske in Švedske. Kronan je bil v Kalmarju 17. junija 1397.
Ena od glavnih spodbud za ustanovitev unije je bila zaustavitev nemškega širjenja na Baltik. Glavni vzrok za njen razpad so bili stalni spori med monarhi, ki so želeli močno zedinjeno državo, in švedskim in danskim plemstvom, ki tega ni želelo. Različni interesi, zlasti nezadovoljstvo švedskega plemstva zaradi prevladujoče vloge Danske in Holsteina,  so povzročili konflikte, ki so začeli (z več presledki) razjedati unijo že v 1430. letih.

## Razpad in posledice
Unija je izgubila del ozemlja, ko je Kristijan I. kot norveški kralj zastavil Severne otoke kot varščino za plačilo dote svoje hčerke Margarete, zaročene leta 1468   z Jakobom III. Škotskim. Ker dota nikoli ni bila izplačana, so bili Severni otoki priključeni k Škotskemu kraljestvu.
Kalmarska unija je razpadla, ko so se Švedi 6. junija 1523 uprli in postali neodvisni. Za svojega kralja so izvolili Gustava I. Vasa.
Ena zadnjih struktur Unije se je ohranila do leta 1526/1527, ko je Danski državni svet enostransko razglasil Norveško za dansko provinco, vendar se to ni zgodilo in Norveška je postala dedno kraljestvo v realni uniji z Dansko. Norveška je ostala del dansko-norveškega kraljestva še skoraj tri stoletja do dinastije Oldenburg, ko je bila leta 1814 prenesena na Švedsko. Zveza Švedske in Norveške je trajala do leta 1905, ko je bil za kralja Norveške izvoljen vnuk danskega kralja Kristijana IX. in švedskega kralja Karla XV. Njegovi potomci še vedno vladajo na Norveškem.